# Periodismo gonzo
El periodismo gonzo es un estilo de periodismo que se escribe sin pretensiones de objetividad, a menudo incluyendo al reportero o reportera como parte de la historia utilizando una narración en primera persona. Se cree que la palabra «gonzo» se utilizó por primera vez en 1970 para describir un artículo sobre el Derby de Kentucky escrito por Hunter S. Thompson, que popularizó el estilo. Se trata de un estilo enérgico de escritura participativa en primera persona en el que el autor es un protagonista, y extrae su fuerza de una mezcla de crítica social y autosátira. Desde entonces se ha aplicado a otras actividades artísticas subjetivas.
El periodismo gonzo es un estilo de reportaje, subgénero del nuevo periodismo, que plantea un abordaje directo del objeto (la noticia), llegando hasta el punto de influir en ella, y convirtiendo al periodista en parte importante de la historia, como un actor más; también suele imprimir más importancia al contexto que al texto, es decir, da preponderancia al ambiente en que ocurre tal hecho, por encima del hecho mismo. La palabra se usó para describir el distintivo estilo narrativo del periodista y también escritor estadounidense Hunter S. Thompson.
El periodismo gonzo consiste en una aproximación a la veracidad que tiene que ver con el reportaje de experiencias y emociones personales, en contraste con el periodismo tradicional, que favorece un estilo distante y se basa en hechos o citas que pueden ser verificados por terceros. El periodismo gonzo deja de lado el producto estrictamente editado que en su día favorecieron los medios periodísticos y se esfuerza por un enfoque más personal, en el que la personalidad de un artículo es tan importante como el acontecimiento o el tema real del artículo. Es frecuente el uso del sarcasmo, el humor, la exageración y el lenguaje procaz.
Thompson, que fue uno de los precursores del movimiento del nuevo periodismo, dijo en el número del 15 de febrero de 1973 de la revista Rolling Stone: «Si yo hubiera escrito la verdad que sabía durante los últimos diez años, unas 600 personas—yo entre ellas—se estarían pudriendo hoy en celdas de cárceles desde Río hasta Seattle. La verdad absoluta es un bien muy escaso y peligroso en el contexto del periodismo profesional».

## Orígenes
El propio término gonzo está lleno de controversia y confusión. Algunos lo atribuyen a Thompson, aunque quien lo utilizó por primera vez fue Bill Cardoso, del diario Boston Globe, quien en 1970 catalogó al artículo «El Derby de Kentucky es decadente y depravado» como «gonzo puro». El vocablo parece provenir de la jerga irlandesa para referirse al último hombre que quedaba en pie después de un «maratón de alcohol». También se ha asociado con el género literario bizarro, y se ha aplicado a muchos otros estilos de interpretación subjetiva, desde la fotografía y el cine hasta los videojuegos y la pornografía.

### Hunter S. Thompson
El Derby de Kentucky es decadente y depravado es considerado el primer artículo gonzo, además del primero en ser bautizado como tal. En él, Thompson retrata no lo acontecido en la carrera (que era lo que su editor le había pedido que hiciera), sino todo el mundo y comunidad alrededor de esta, describiendo el alcoholismo y la decadencia de la multitud que se formaba entre el público. Thompson (en una práctica que caracterizaría su carrera) estaba retrasado en la entrega del reportaje y no había escrito casi nada, por lo que, resignado, envió sus apuntes desordenados y sin revisar al diario, con la convicción de que iba a ser despedido. Poco tiempo después, su editor lo felicitó por el "excelente artículo" que había escrito, y que fue publicado y recibido con gran entusiasmo por el público.

### Rolling Stone
Para muchos, la revista Rolling Stone fue la cuna de los primeros autores gonzo, y donde se le dio mayor cabida a este nuevo estilo que surgía. Sin embargo, muchos autores le restarían importancia como otro aparato del sistema, en especial luego de su traslado a Nueva York en la década de los '80. Lester Bangs, por ejemplo, fue despedido por "faltarles el respeto a los músicos", práctica que tanto Bangs como Rolling Stone explotaron con anterioridad con el periodismo gonzo y por el que se hicieron conocidos.

### Influencias
Los antecedentes del periodismo gonzo se pueden rastrear hasta el Nuevo Periodismo, estilo de vanguardia en la época, que privilegiaba la visión subjetiva por sobre la objetividad, y la narración más literaria por encima de la pirámide invertida. También es posible encontrar puntos en común con el movimiento Beat y la escritura libre y desinhibida de Jack Kerouac. Sin embargo, el trato mucho más crudo, la apología del alcoholismo y las drogas y el mencionado "estilo particular" de redacción de Thompson, hacen del periodismo gonzo un género propio, que incluía tanto trabajo periodístico como una "imagen a lo gonzo", a imitación de Thompson, y que cultivarían otros autores, como Lester Bangs y P.J. O'Rourke.

## Estilo

### Subjetivismo
El principal pilar del periodismo gonzo es la subjetividad, entendiéndose al extremo de que el sujeto observador llega a convertirse en actor, se involucra con lo que intenta describir, y su narración se ve encadenada a su propia visión. Como ser inmerso en la realidad que observa, suele mostrar también el entorno social y humano que rodea a los acontecimientos, como si fuese uno más del grupo, con propios juicios de valor, interpretaciones personales y elementos de un narrador literario, en la primera persona singular, que en la impersonal voz de un periodista tradicional. Por ello, es también común que elementos de ficción se entrelacen con el reportaje objetivo, para darle así importancia a las sensaciones que produce un acontecimiento, en vez de los hechos que lo conforman.

### Drogas y alcoholismo
Otro elemento con que se identifica al gonzo es la descripción copiosa y orgullosa del consumo de drogas y alcohol, como factor que distorsiona la visión objetiva y que otorga la motivación al periodista. Una de las claves para entender la narrativa de Thompson es el uso a destajo de cuanta droga fuese posible encontrar. Como él menciona en una entrevista: "Odio tener que abogar por las drogas, el alcohol, la violencia o la locura, pero es que siempre han funcionado para mi". Aunque para muchos el consumo de sustancias es la pieza clave del periodismo gonzo, autores como Lester Bangs criticaron en su momento esta práctica, por considerarla después de cierto tiempo agotada y cliché.

### Nixon y la crítica al sistema
El periodismo gonzo ha sido vinculado a la contracultura, y en especial a los movimientos anárquicos y revolucionarios, sobre todo porque en sus orígenes estuvo en la trinchera del hippismo, el movimiento contestatario de fines de los '60. Los textos de Thompson y de los autores gonzo, mostraban un fuerte desprecio por el statu quo, las autoridades y el poder, siendo un blanco típico el presidente de Estados Unidos durante la guerra de Vietnam, Richard Nixon. Thompson en particular mostraba un desprecio feroz por Nixon, llamándolo "ladrón" y describiéndolo como "un monumento a todos los genes podridos y cromosomas rotos que hicieron posible la corrupción del sueño americano".